# Lene Bertelsmann
Lene Bertelsmann (bürgerl. Helene Rosa Margarete Bertelsmann; auch: Lene Bertelsmann-Artois, * 20. Mai 1903 in Hochstein/Pfalz; † 28. Juni 1981 in Bielefeld) war eine deutsche Schriftstellerin.

## Leben
Lene Bertelsmann wurde als Tochter des Ingenieurs Eduard August Wilhelm Bertelsmann und dessen Frau Ada, geb. Artois in Hochstein bei Winnweiler in der Pfalz geboren. Nach dem Besuch eines Gymnasiums und einer Handelsschule absolvierte sie eine kaufmännische Ausbildung. Anschließend war sie als Angestellte in der Verwaltung der Stadt Bielefeld tätig. Sie lebte bis zu ihrem Tod in Schloß Holte, einem Ortsteil der Gemeinde Schloß Holte-Stukenbrock.
Lene Bertelsmann veröffentlichte neben ihrer beruflichen Tätigkeit Romane und Erzählungen. Ihr 1934 erschienenes Romandebüt Die Möller von Möllenbeck gilt heute als typisches Beispiel für die regimetreue Schilderung weiblicher Heldengestalten in der Literatur des nationalsozialistischen Deutschlands. Ihre Schrift Der Verschollene (Vieweg, Braunschweig 1939) stand 1953 im dritten Nachtrag der vom Ministerium für Volksbildung der DDR erstellten Liste der auszusondernden Literatur.

## Werke
- Die Möller von Möllenbeck, Gütersloh 1934
- Der Verschollene, Braunschweig 1939
- Die lichte Flucht, Iserlohn 1947
- Der Schwan, Iserlohn 1947
- Damals – in Amazonien, Münster 1955
- Die Ahrendshofer, Münster 1956
- Der Marschall, München 1972
- Wolfs-Pass, St. Michael 1980 (unter dem Namen Lene Bertelsmann-Artois)
- Abschied von Slato, St. Michael 1981 (unter dem Namen Lene Bertelsmann-Artois)